# Мала Хубайниця
Мала Хубайниця (словен. Mala Hubajnica) — поселення в общині Севниця, Споднєпосавський регіон, Словенія. Висота над рівнем моря: 495,3 м.